# Klassenfeind
Der Begriff Klassenfeind leitet sich aus der Klassentheorie des Marxismus ab, wonach Klassen Gruppen von Menschen sind, die sich in ihren ökonomischen und politischen Zielen im Klassenkampf gegenüberstehen. Laut dieser Theorie gibt es in der Gegenwart zwei Klassen: die Besitzer der materiellen Mittel (Produktionsmittel, d. h. Grundbesitz und Kapital) und diejenigen, die nur ihre Arbeitskraft besitzen, die Arbeiterklasse, das Proletariat. Klassenfeind kann als Bezeichnung für eine Person oder eine Personengruppe gebraucht werden. Er kann einen Vorwurf darstellen, der auf die Identifizierung als Feind und deren Überwindung oder Vernichtung abzielt, kann aber auch rein analysierend verwandt werden. Der Begriff taucht im Werk von Marx und Engels nicht auf.

## Wortgebrauch im bolschewistischen Russland und der Sowjetunion
Klassenfeind oder Feind der Werktätigen war in den ersten Jahren der sowjetischen Geschichte der zentrale Begriff bei der Verfolgung missliebiger Personen, Andersdenkender und Oppositioneller. Bereits am 8. September 1918 befahl der Rat der Volkskommissare in seinem „Dekret über den Roten Terror“, Klassenfeinde in Konzentrationslager zu sperren. Die bürgerliche Klasse wurde von den Kommunisten insgesamt als Feind des Sozialismus betrachtet. Entsprechend ihrem daraus abgeleiteten antibürgerlichen Klassenhass machte sich die bolschewistische Partei zum Ziel, die „Bourgoisie als Klasse“ zu liquidieren. Obwohl einzelne Bürgerliche als bekehrte Kommunisten akzeptiert wurden und andere das Land nach dem Russischen Bürgerkrieg das Land verlassen mussten, bildete die Mehrheit der Bürgerlichen im bolschewistischen Russland bzw. anschließend der Sowjetunion eine neue Unterschicht ohne Stimmrechte. 1927 wurde der Begriff in den Artikel 58 des Strafgesetzbuches der Russischen Sozialistischen Föderativen Sowjetrepublik (RSFSR) aufgenommen, der konterrevolutionäre Verbrechen unter Strafe stellte. Als „schwerste Maßnahme des sozialen Schutzes“ nach der Erschießung sah dieses Gesetz die „Erklärung zum Feind der Werktätigen, verbunden mit Vermögenskonfiskation, Aberkennung der Staatsangehörigkeit der Unionsrepublik und […] dauernder Verweisung aus dem Gebiet der Union der SSR“ vor. Bei der Entkulakisierung der Jahre 1929 bis 1932 lieferte der Begriff die Rechtfertigung für Massenverhaftungen, Massenexekutionen und Deportationen in die so genannten Sondersiedlungen des Gulag: Als Kulak und damit als Feind der Werktätigen galt oft schon, wer nur eine Kuh besaß. Mit Beginn des Großen Terrors 1936 wurde stattdessen verstärkt der Begriff des „Volksfeindes“ benutzt, der nun auch die Verfolgung und Vernichtung von Mitgliedern der kommunistischen Partei selbst erlaubte.

## Wortgebrauch in der DDR
In der DDR wurde der Begriff anders gebraucht. Da es nach der Verstaatlichung der mittelständischen Privatunternehmen nur noch die „befreundeten Klassen“ der Arbeiter und der Genossenschaftsbauern gab, wurde der Klassenkampf von der SED und den Medien der DDR auf internationaler Ebene verortet: Nun wurden die kapitalistischen Staaten und deren Regierungen als Klassenfeind bezeichnet, namentlich die der Bundesrepublik Deutschland und der USA. Das Ministerium für Staatssicherheit (MfS) benutzte den Begriff Klassenfeind, um den Gegenstand seiner „Wachsamkeit“ und operativen Tätigkeit zu definieren, nämlich „alle der Arbeiterklasse und dem Sozialismus antagonistisch gegenüberstehenden feindlichen Klassenkräfte“. Um innere und äußere Klassenfeinde zu unterscheiden, wurden letztere oft mit dem Attribut imperialistisch versehen. Gegen innere Klassenfeinde, die vom MfS intern auch als Feindlich-negative Personen bezeichnet wurden, lautete der Auftrag: schnelles Erkennen, Unterbindung der Handlungen, gegebenenfalls „Liquidierung in kürzester Zeit“ oder Anwendung der so genannten „Zersetzung“. DDR-Bürger, die in ihrem Denken, Reden und Handeln von der vorgegebenen politischen Meinung und Handlungsweise abwichen, fanden sich so als Klassenfeind bzw. feindlich-negative Person wieder, ebenso Ausreisewillige.